# Нова-Фатима (Баия)
Нова-Фатима (порт. Nova Fátima)  —  муниципалитет в Бразилии, входит в штат Баия. Составная часть мезорегиона Северо-восток штата Баия. Входит в экономико-статистический  микрорегион Серринья. Население составляет 5414 человек на 2006 год. Занимает площадь 371,480 км². Плотность населения — 14,6 чел./км².
Праздник города — 13 июня.

## История
Город основан 13 июня 1940 года. 

## Статистика
- Валовой внутренний продукт на 2003 год составляет 12 113 648,00 реалов (данные: Бразильский институт географии и статистики).
- Валовой внутренний продукт на душу населения на 2003 год составляет 1896,02 реалов (данные: Бразильский институт географии и статистики).
- Индекс развития человеческого потенциала на 2000 год составляет 0,635 (данные: Программа развития ООН).